# Jan Kulpa (wykładowca)
Jan Kulpa (ur. 28 marca 1908 w Żywcu-Zabłociu, zm. 20 marca 1983 w Krakowie) – polski wykładowca, nauczyciel, działacz społeczny, dyrektor Instytutu Nauk Pedagogicznych WSP w Krakowie. 

## Życiorys
Był synem urzędnika kolejowego. Szkołę powszechną rozpoczął w Żywcu, a następnie kontynuował edukację w Brzesku. Ukończył studia polonistyczne (1930) i pedagogiczne (1932) na Uniwersytecie Jagiellońskim. W 1933 złożył egzamin nauczycielski. W latach 30. pracował jako nauczyciel w Seminarium Nauczycielskim w Ostrowcu Świętokrzyskim. W 1936 zatrudniony został w kuratorium Krakowie jako instruktor języka polskiego. W czasach okupacji zaangażowany był w organizację tajnego nauczania oraz współpracował z Batalionami Chłopskimi. Redagował podziemne pismo "Wieś idzie". 
Po wojnie do 1950 pracował jako szef Wydziału Kształcenia Nauczycieli w kieleckim kuratorium. W 1950 przeniósł się znów do Krakowa; Tam został dyrektorem II Liceum dla Pracujących. W 1957 został zastępcą profesora w krakowskiej Wyższej Szkole Pedagogicznej. W 1961 uzyskał doktorat i awansowany został na starszego wykładowcę. W 1966 habilitował się na Uniwersytecie Jagiellońskim. W 1967 został docentem. W 1969 wybrany na stanowisko dyrektora nowo powstałego Instytutu Nauk Pedagogicznych WSP. Funkcję tę pełnił do 1978. W międzyczasie, w 1972, został mianowany profesorem nadzwyczajnym. W latach 1975–1978 był prorektorem WSP ds. nauczania. Zasiadał w Senacie Uczelni.
Przewodniczył Komisji Nauk Pedagogicznych krakowskiego oddziału PAN. Był działaczem ZSL i ZBOWiD. Wybrano go na kierownika Sekcji Kształcenia Nauczycieli przy Zarządzie Głównym ZNP. Współzakładał i przewodził krakowskiej sekcji Towarzystwa Wolnej Wszechnicy Polskiej. Był ponadto działaczem Towarzystwa Wiedzy Powszechnej.
W działalności naukowej skupiał się na zagadnieniach metodyki nauczania. Wydawał prace naukowe i materiały szkoleniowe nt. m.in. pedagogiki, technik uczenia się młodzieży, metodyki nauczania języka polskiego, kształcenia nauczycieli. Wypromował kilkuset magistrów i 36 doktorów, opublikował ponad 500 pozycji naukowych.
Został pochowany na cmentarzu Rakowickim w Krakowie.

## Odznaczenia
- Złoty Krzyż Zasługi (1948)[2]
- Krzyż Oficerski Orderu Odrodzenia Polski (1959)[2]
- Odznaka Zasłużony Nauczyciel PRL (1968)[2]
- Medal Komisji Edukacji Narodowej (1974)[2]
- Złota odznaka Za Pracę Społeczną dla Miasta Krakowa (1976)[2]
- Wpis do Księgi Honorowej Miasta Krakowa (1979)[2]